# Иоанн Златоуст
Иоа́нн Златоу́ст (Златоу́стый) (греч. Ἰωάννης ὁ Χρυσόστομος Иоанн Хризостом; ок. 347 — 14 сентября 407) — архиепископ Константинопольский, богослов, почитается как один из трёх Вселенских святителей и учителей вместе со святителями Василием Великим и Григорием Богословом.
В календаре Русской православной церкви его память отмечена в день его кончины, совпадающий с праздником Воздвижения Креста Господня 14 (27) сентября (поэтому церковная служба в честь его памяти переносится на 13 (26) ноября), а также 27 января (9 февраля) (перенесение мощей) и в Соборе трёх святителей 30 января (12 февраля). В Константинопольской и Элладской православных церквях его память совершается 13 ноября, 27 января и 30 января по новоюлианскому календарю, в Католической церкви — 13 сентября. Кроме того, Константинопольская церковь в 2004 году установила празднование 30 ноября в честь перенесения из Рима в Стамбул частиц мощей Григория Богослова и Иоанна Златоуста.

## Жизнеописание
Родился в Антиохии около 347 года в семье чиновника. Его отец, Секунд, умер вскоре после рождения сына. Все заботы о воспитании Иоанна легли на его мать — Анфусу. Лишившись мужа в весьма юном возрасте (ей было тогда около двадцати лет), она не стала более выходить замуж и отдала все силы воспитанию Иоанна. Юноша рано обратился к углублённому изучению Священного Писания. Позже, уже быв по духу утверждённым в вере, он учился у лучших философов и риторов (языческий ритор Либаний считал его лучшим учеником). Святитель Мелетий Антиохийский в 367 году крестил его. Через три года Иоанн был сделан чтецом. После того как Мелетий был отправлен в ссылку императором Валентом в 372 году, Иоанн совместно с Феодором Мопсуестийским учился в местной богословской школе у пресвитеров Флавиана и Диодора Тарсийского.
Когда скончалась мать Иоанна, он принял иночество. Вскоре его сочли достойным кандидатом для занятия епископской кафедры. Однако он уклонился от архиерейского сана. В это время Иоанн написал «Шесть слов о священстве». Четыре года Иоанн провёл, живя в пустыне, написав «Против вооружающихся на ищущих монашества» и «Сравнение власти, богатства и преимуществ царских с истинным и христианским любомудрием монашеской жизни». Два года соблюдал полное безмолвие, находясь в уединённой пещере. Для восстановления здоровья Иоанн должен был возвратиться в Антиохию.
В 381 году епископ Мелетий Антиохийский рукоположил Иоанна в сан диакона. Последующие годы были посвящены созданию новых богословских творений: «О провидении», «Книга о девстве», «К молодой вдове» (два слова), «Книга о святом Вавиле и против Юлиана и язычников».
В 386 году Иоанн был рукоположён во пресвитеры. На него возложили обязанность проповедовать Слово Божие. Иоанн оказался блестящим проповедником и получил от паствы прозвище Χρυσόστομος («Златоуст»). Двенадцать лет он дважды в неделю, а иногда ежедневно, проповедовал в храме. В этот период он написал толкования на ряд книг Священного Писания и множество бесед на отдельные библейские тексты, а также поучения на праздники, в похвалу святых и слова апологетические.

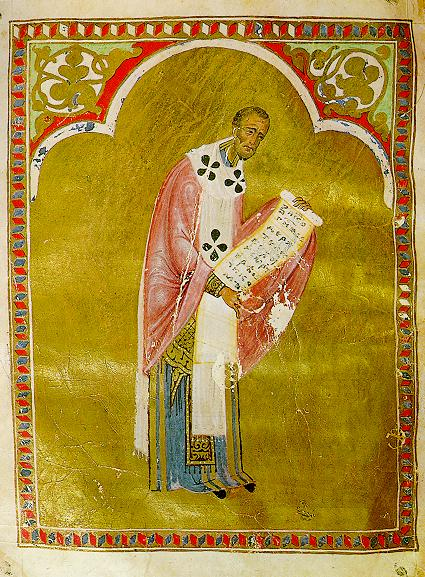
Миниатюра из рукописи XIII века. Государственный исторический музей. Москва

### Епископство
В 397 году, после кончины константинопольского архиепископа Нектария (381—397), преемника Григория Богослова, Иоанн был вызван из Антиохии для поставления на константинопольскую кафедру в качестве епископа. Он начал с духовного совершенствования священства. Средства, которые предназначались для него как для архиепископа, святой обратил на содержание нескольких больниц и двух гостиниц для паломников. Также он составил чин литургии, ввёл антифонное пение за всенощным бдением, написал несколько молитв чина елеосвящения.

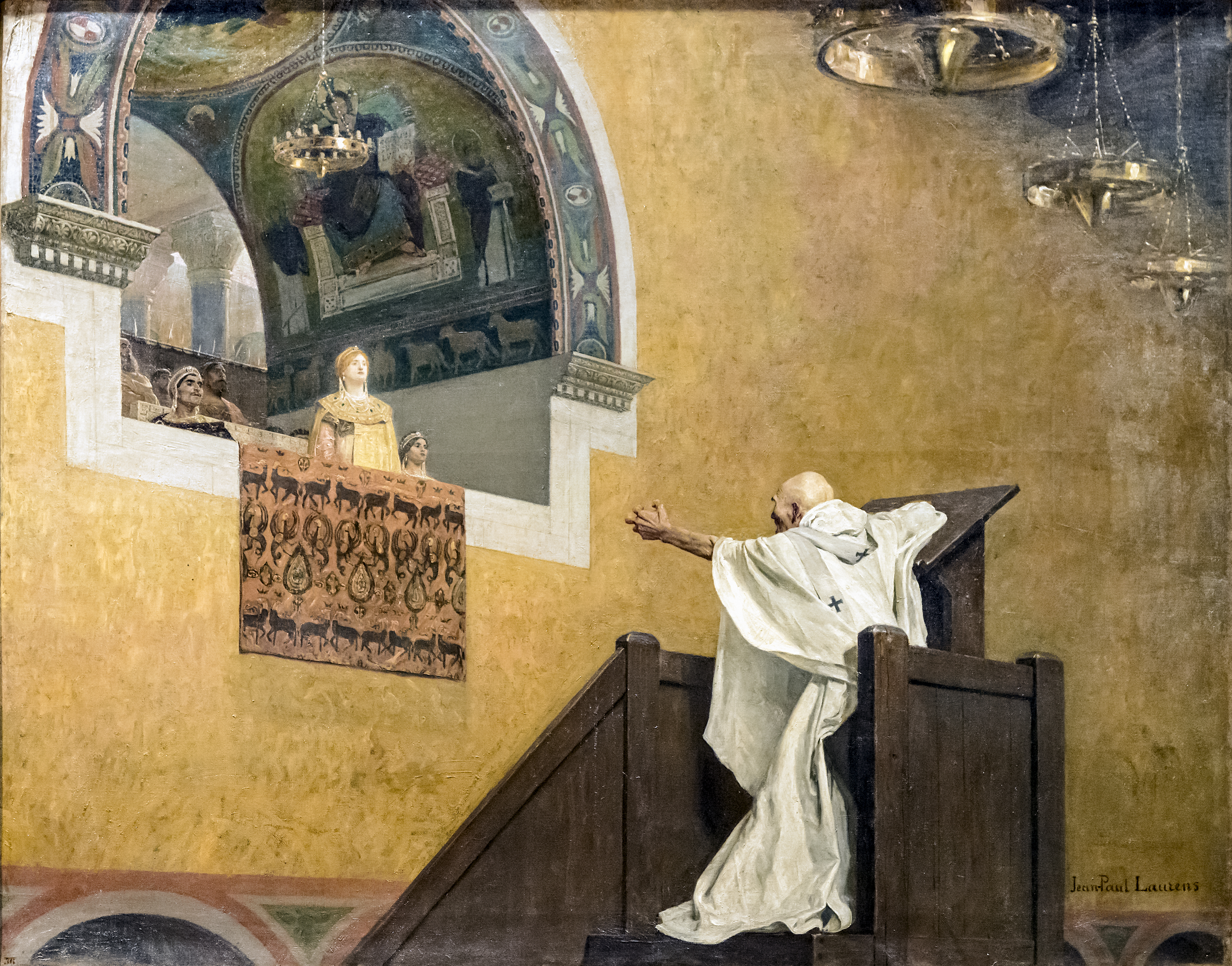
Жан-Поль Лоран. Иоанн Златоуст и императрица Евдоксия. 1893. Музей августинцев, Тулуза

Иоанн оказался втянутым в конфликт с императорским двором, когда укрыл в церкви свергнутого за корыстолюбие и несправедливые поступки консула Евтропия. И, в частности, с женой императора: когда императрица Евдоксия, жена императора Аркадия (395—408), распорядилась о конфискации собственности у вдовы и детей опального вельможи, Иоанн стал на их защиту. Императрица не уступила и затаила гнев на архипастыря. Её неприязнь к нему усилилась, когда ей донесли, будто он в своём поучении о суетных женщинах имел в виду её. Суд, составленный из иерархов, обличаемых ранее Златоустом, постановил низложить Иоанна и за оскорбление императрицы предать казни. Император Аркадий заменил казнь изгнанием. Той же ночью, согласно Житию, приписываемому епископу Мартирию, у императрицы, скорее всего, случился выкидыш (или на свет появился мертворождённый), а в Константинополе, согласно сообщению Феодорита Кирского, произошло землетрясение. Испуганная Евдоксия попросила императора срочно вернуть Иоанна и немедля послала письмо изгнанному пастырю, умоляя его вернуться. Но уже через два месяца новый донос пробудил гнев Евдоксии.

### Предпосылки к изгнанию и изгнание
У архиепископа Кесарии Каппадокийской Василия Великого был ученик Евагрий, который был увлечён идеями оригенизма. У его трудов было много почитателей и последователей. Архиепископ Феофил Александрийский, который поначалу симпатизировал учению Евагрия, в конце концов осудил его последователей, и им пришлось покинуть пределы египетской Церкви. Они, в свою очередь, нашли пристанище в Константинополе, архиепископом которого и был Иоанн Златоуст. Приютивший монахов-последователей Евагрия, Иоанн был обвинён в оригенизме Александрийским архиепископством в глазах императора. Император по своекорыстным соображениям встал на сторону Александрийского архиепископства.
В марте 404 года состоялся собор, постановивший изгнать Иоанна.
Столкнувшись с перспективой изгнания, Иоанн обратился за помощью к Римскому Папе Иннокентию I, а также к архиепископу Медиолана Венерию и епископу Аквилеи Хромацию. Иннокентий I отправил в Константинополь делегацию под руководством Гауденция Брешийского, который ранее в Антиохии встречался с Иоанном и был с ним дружен. Однако в Греции папских посланцев сначала арестовали, затем хотели подкупить, но, в конце концов, депортировали. Несмотря на их неудачу, Иоанн написал Гауденцию благодарственное письмо.
Император Флавий Аркадий назначил город Кукус (лат. Cucusus, ныне — Гёксун в Турции) в провинции Армения Вторая местом ссылки Иоанна Златоуста.

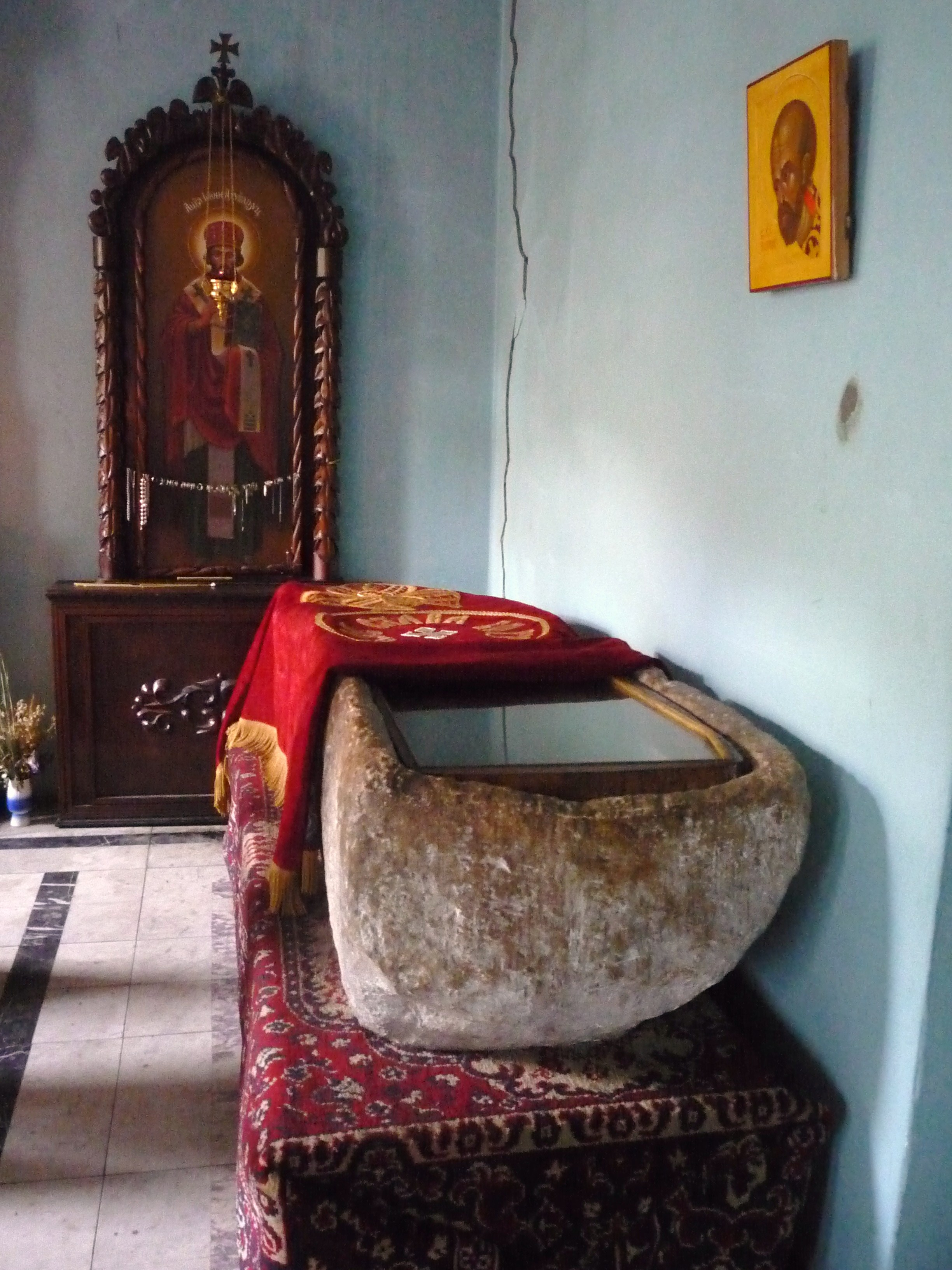
Каменная гробница (по местному преданию гробница Иоанна Златоуста) в Команах Абхазских

Находясь в Армении, Иоанн старался укрепить своих последователей. В своих письмах (их сохранилось 245) епископам Азии, Африки, Европы и своим друзьям в Константинополе, он утешал страдающих, наставлял и поддерживал своих приверженцев. Зимой 406 года Иоанн был болезнью прикован к постели. Но враги его не унимались. Из столицы пришёл приказ перевести его в глухой Пифиунт (Пицунду, ныне в Абхазии). Истощённый болезнями Златоуст, в сопровождении конвоя, три месяца в дождь и зной совершал свой последний переход, подвергаясь издевательствам и жестокому обращению стражей. В Команах Понтийских силы оставили его. Причастившись Святых Таин, он, со словами «Слава Богу за всё!», скончался 14 сентября 407 года. Там же, в Команах Понтийских, на территории современной Турции, Иоанн был погребён в мартирии мученика Василиска, рядом с его могилой.
В 438 году по инициативе святого Прокла, архиепископа Константинопольского, мощи святителя были перенесены в Константинополь. По преданию, во время этого события народ возгласил единым голосом: «Прими престол свой, отче!», а уста святителя, лежащего в гробу нетленным, отверзлись, и он возгласил: «Мир всем!».
На место кончины и первого погребения Иоанна Златоуста также претендует село Команы Абхазские Сухумского района. На территории мужского Иоанно-Златоустовского монастыря есть комната с каменной гробницей, которую местное предание, не подтверждаемое историческими источниками, называет гробницей святителя Иоанна Златоуста.

## Труды
Наследие святителя Иоанна Златоуста весьма велико: толкования на книги Священного Писания (Бытия, Псалтирь, Евангелия от Матфея и Иоанна, Деяния апостолов, Послания апостола Павла) множество бесед на отдельные тексты Библии, поучения на праздники и в похвалу святых, апологетические слова (против аномеев, иудействующих и язычников), а также чин литургии и др.
В его проповеди «Orationes III adversus judaeos»  обозначается поворотный пункт в антииудейской полемике христианской церкви. До этого времени церковь лишь полемизировала с догматами иудаизма, и это было доступно только ученым. Между иудеями и христианами существовали дружеские сношения, что и вызвало страстные нападки Иоанна Златоуста. Англиканский священник Джеймс Паркс назвал сочинения Златоуста о евреях «самым ужасным и жестоким осуждением иудаизма, которое можно найти в трудах христианского богослова».

## Литургия
Иоанн Златоуст является автором литургии восточного (византийского) обряда. Богослужение подразделяется на «литургию оглашенных» (на которой могут присутствовать некрещёные) и «литургию верных» (на которую некрещёные, с канонической точки зрения, не допускаются). Богослужение начинается со слов иерея «Благословенно Царство Отца, и Сына, и Святого Духа, и ныне и присно, и во веки веков». Во время «литургии оглашенных» читается Апостол и Евангелия, а также исполняются антифоны (Псалмы 102, 145), тропари, Трисвятое («Святый Боже, Святый Крепкий, Святый Безсмертный»), прокимены и ектении («миром Господу помолимся»). Во время «литургии верных» совершается причастие, которому предшествуют херувимская песнь, Символ веры и Отче наш.
Иоанн Златоуст — автор седьмой молитвы (содержащей в себе 24 малых молитвы по числу часов в сутках) вечернего правила, рекомендованного для ежедневного исполнения православными христианами.

## Почитание

### Дни памяти

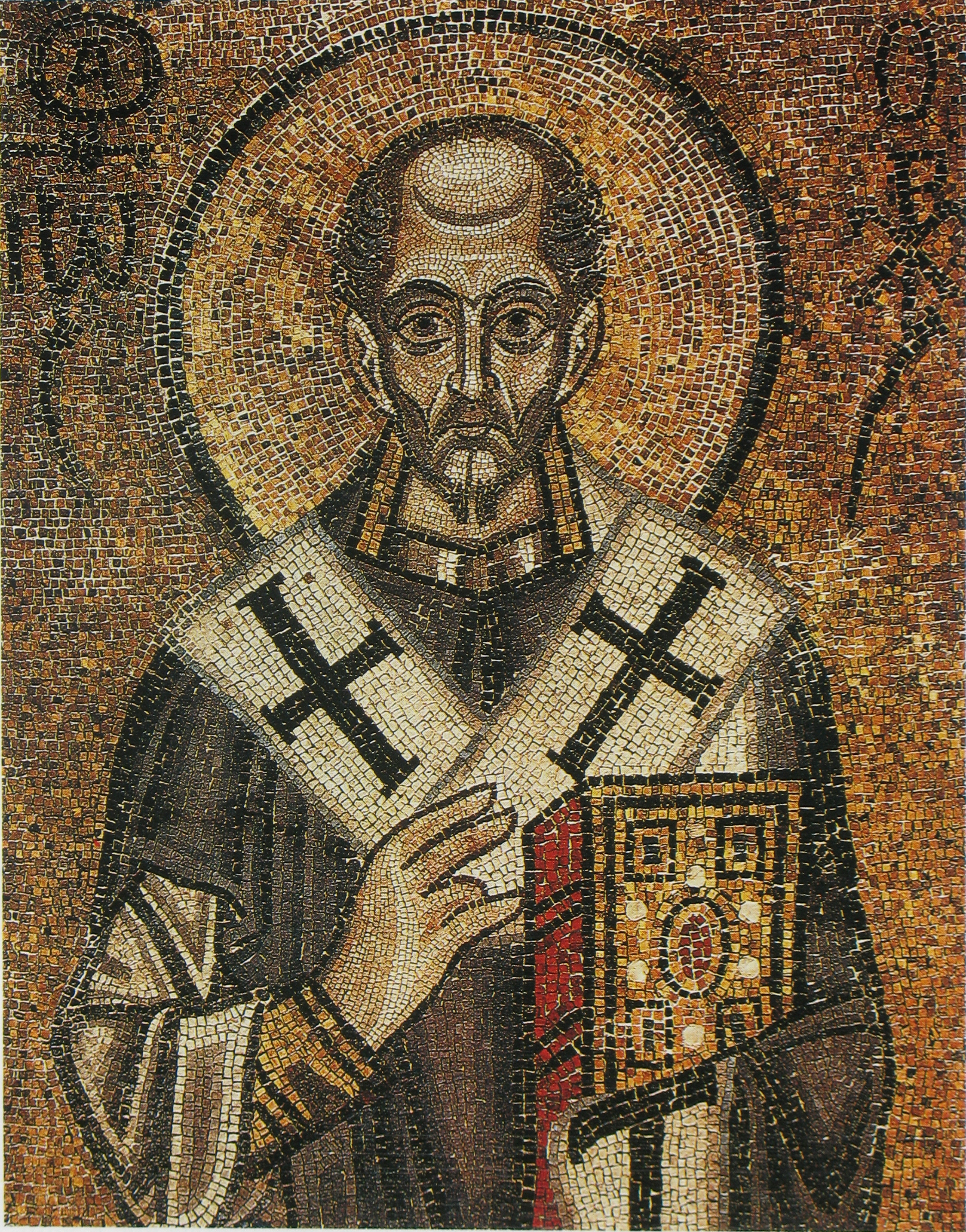
Мозаика Софийского собора в Киеве (XI век)

Церкви византийской традиции почитают святого Иоанна Златоуста в числе трёх «вселенских учителей» (вместе с Василием Великим и Григорием Богословом), торжество в их честь совершается 30 января (12 февраля). Отмечаются также:
- 27 января (9 февраля) — перенесение мощей святителя Иоанна Златоуста (из Коман в Константинополь);
- 14 (27) сентября — преставление святителя Иоанна (переносится на 13 (26) ноября);
- 13 (26) ноября — день святителя Иоанна Златоустого, архиепископа Константинопольского.

В Латинской церкви память святого Иоанна Златоуста совершается, согласно экстраординарной форме Римского обряда, 27 января (III кл.), согласно ординарной — 13 сентября (memoria). В 1568 году папа Пий V причислил Иоанна и ещё трёх греческих богословов — святых Василия Великого, Григория Богослова и Афанасия Великого — к Учителям Церкви.

### Мощи
В ходе Четвёртого крестового похода (1204) мощи святителя были вывезены из Константинополя в Рим, а 26 ноября 2004 года, по решению папы Иоанна Павла II, бо́льшая часть мощей святителя были возвращены Константинопольской православной церкви вместе с мощами Григория Богослова и хранятся в соборе Святого Георгия в Фанаре (Стамбул). В Ватикане были оставлены небольшие частицы мощей святителей.
Как минимум две реликвии претендуют на то, чтобы считаться головой Иоанна Златоуста, одна хранится в монастыре Ватопед на горе Афон, другая в Храме Христа Спасителя в Москве.
Другие части мощей святителя находятся на Афоне в монастырях Филофей, Великой Лавре, Дохиар, в монастырях Метеоры, в церкви Святого Иоанна Златоуста в Венеции.

### Прочие сведения
Имя святого Иоанна Златоуста есть в полном имени Моцарта. 28 января 1756 года Моцарт был крещён в Зальцбургском соборе Святого Руперта. Запись в книге крещений даёт его имя на латыни как Johannes Chrysostomus Wolfgangus Theophilus Mozart — Иоанн Хризостом Вольфганг Феофил Моцарт. Первые две составляющие полного имени — имя святого Иоанна Златоуста.
Именем Иоанна Златоуста назван город Златоуст, находящийся в Челябинской области.

## Сочинения

### Оригиналы
- Patrologia Graeca 47—64.

### Переводы
- Беседы избранные св. отца Иоанна Златоустого, архиеп. Константинопольского. / Перевод игумена Иринея (Клементьевского). — Ч. 1—2. — М., 1784.
- Творения в русском переводе : В 12 т. — СПб. : Санкт-Пет. дух. акад., 1895—1906. (Каждый том в 2 кн.)

- Т. 1. С предисл. А. П. Лопухина. — 1895. — CXII, 883 стр.
- Т. 2. — 1896. — 979 стр.
- Т. 3. — 1897. — 962 стр.
- Т. 4. — 1898. — 923 стр.
- Т. 5. — 1899. — 1007 стр.
- Т. 6. — 1900. — 982 стр.
- Т. 7. — 1901. — 912 стр.
- Т. 8. — 1902. — 1011 стр.
- Т. 9. — 1903. — 1008 стр.
- Т. 10. — 1904. — 992 стр.
- Т. 11. — 1905. — 1008 стр.
- Т. 12. — 1906. — 1587 стр.

- переизд.: М., 1991—2004.

- Творения иже во святых отца нашего Иоанна Златоуста, архиепископа Константинопольского. — СПб. : Сойкин, 1914—1917. — Т. 1—8.
- Иоанн Златоуст. Четыре огласительные гомилии (серия Пападопуло-Керамевса). / Перевод И. В. Пролыгиной. // ВДИ. — 2005. — № 1. — С. 261—281; № 2. — С. 208—219.
- Симфония по творениям святителя Иоанна Златоустого. — М. : Дар, 2006.
- Святитель Иоанн Златоуст. Избранные беседы о повседневных вопросах христианской жизни. М.: Отчий дом, 1999 г.
- Слова о священстве. — 1775.
- Собрание сочинений святителя Иоанна Златоуста, архиепископа Константинопольского. (Тексты трудов святителя набираются и исправляются под руководством издательства прп. Максима Исповедника с помощью группы добровольных помощников.)
- Слово святого Иоанна Златоуста на день усекновения главы святого Предтечи Господня Иоанна // Жития святых на русском языке, изложенные по руководству Четьих-Миней свт. Димитрия Ростовского : 12 кн., 2 кн. доп. — М.: Моск. Синод. тип., 1903—1916. — Т. XII: Август, День 29. — С. 510.